# ميخائيل إف. أرمسترونغ
ميخائيل إف. أرمسترونغ (بالإنجليزية: Michael F. Armstrong)‏ هو محامي أمريكي، ولد في 14 ديسمبر 1932 في مانهاتن في الولايات المتحدة، وتوفي بنفس المكان في 17 أكتوبر 2019 بسبب ورم ميلانيني عنبي.